# Cessna Citation Latitude
Die Citation Latitude ist ein Flugzeug des US-amerikanischen Herstellers Textron Aviation für einen Midsize-Business-Jet, der sich in der Größe zwischen die Cessna Citation XLS+ und die Citation Sovereign einreiht. Der Erstflug erfolgte am 18. Februar 2014, die FAA-Zulassung am 4. Juni 2015. Am 14. Dezember 2015 folgte die Zulassung durch die EASA.

## Entwicklung
Mit einer Kabinenbreite von 1,95 m bei einer Kabinenhöhe von 1,83 m ist die Citation Latitude der breiteste Jet in der Cessna-Citation-Reihe mit Platz für bis zu acht Passagiere.

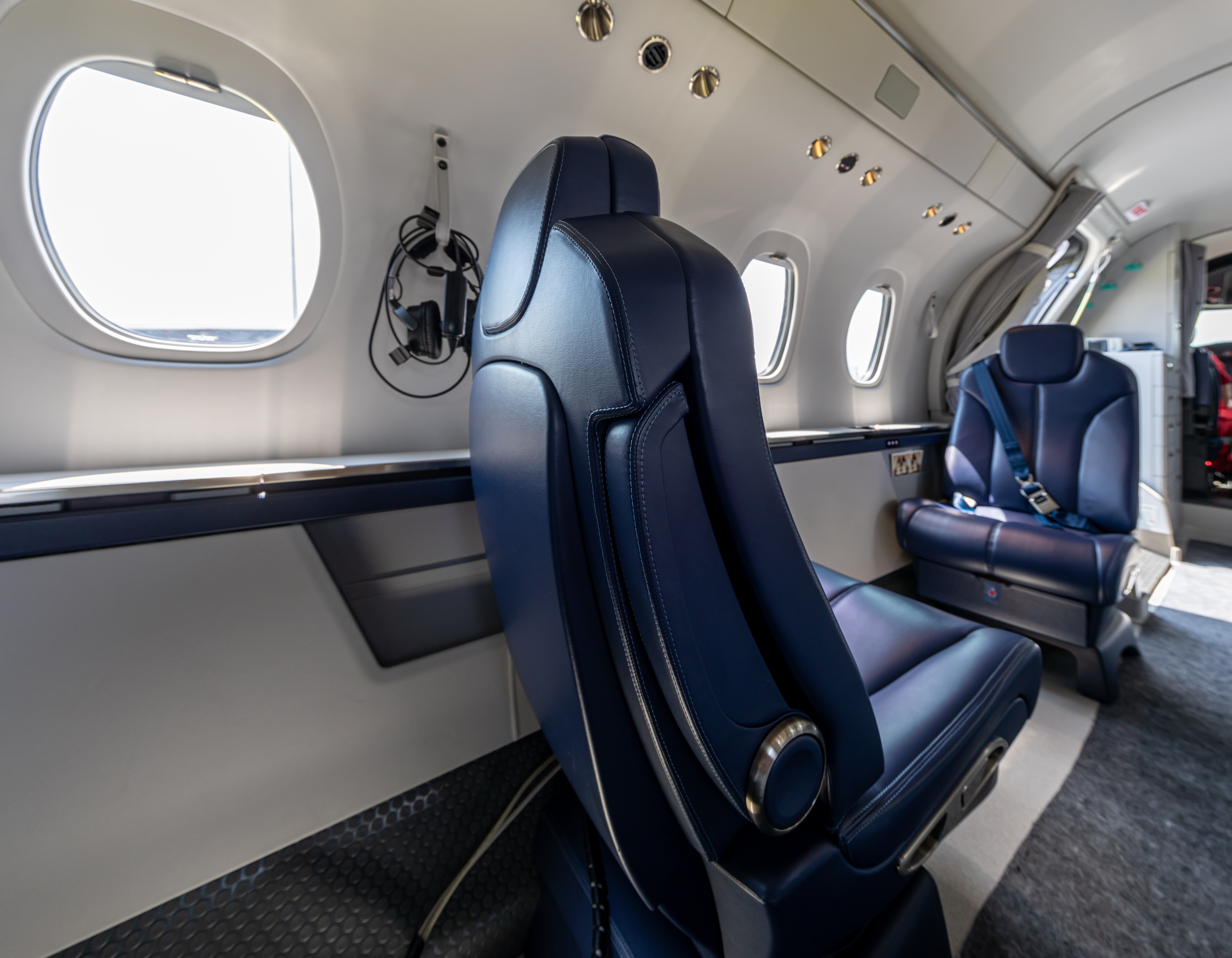
Kabine der Latitude

Luft-, Licht-, Sichtschutz- und Soundsysteme lassen sich per Touchscreen an jedem Passagiersitz regulieren. Individuelle Benutzeroberflächen ermöglichen, gegebenenfalls über WLAN, eine Datenkommunikation mit dem eigenen Smartphone, Tablet-PC oder Laptop. Diese Datenkompatibilität spart Geräte wie CD-, DVD-Player und Flatscreen ein. Der Prototyp ist mit der G5000-Avionik von Garmin ausgestattet.

## Triebwerke
Die beiden Triebwerke PW306D von Pratt & Whitney Canada sind mit einer volldigitalen Triebwerksregelung (FADEC) ausgestattet. Es handelt sich um Zweiwellen-Triebwerke mit vier axialen und einem radialen Kompressor.

## Vorbestellungen
Die EFO Aviation aus Darmstadt, die das Flugzeug von Air Hamburg betreiben lassen will, hat Vorbestellungen getätigt. Das Unternehmen NetJets hat 25 Maschinen bestellt und für weitere 125 eine Option abgegeben.

## Technische Daten
Latitude
| Allgemeine Angaben        |                                    |
| ------------------------- | ---------------------------------- |
| Besatzung                 | 2                                  |
| Passagiere                | 8–9                                |
| Landestrecke              |                                    |
| Startstrecke              | 1‘189 m (3‘900 ft)                 |
| Kaufpreis                 | 14,9 Mio. US$                      |
| Betriebskosten            |                                    |
| Triebwerke                | 2 × Pratt & Whitney Canada PW306D  |
| Abmessungen               |                                    |
| Länge                     | 18,97 m (62‘3‘‘)                   |
| Spannweite                | 22,05 m (72‘4‘‘)                   |
| Höhe                      | 6,38 m (20‘11‘)                    |
| Kabinenlänge              | 8,38 m (27‘6‘‘)                    |
| Kabinenhöhe               | 1,83 m (72‘‘)                      |
| Kabinenbreite             | 1,95 m (77‘‘)                      |
| Gepäckraumvolumen         | 2,83 m³ (100 Kubikfuß)             |
| Massenangaben             |                                    |
| Leermasse                 |                                    |
| Max. Nutzlast             | 454 kg (1000 lb) full fuel payload |
| Max. Startmasse           |                                    |
| Max. Landemasse           |                                    |
| Leistungen                |                                    |
| Max. Reisegeschwindigkeit | 442 ktas (819 km/h, 509 mph)       |
| Max. Reichweite           | 2.850 NM (5.278,2 km)              |
| Dienstgipfelhöhe          | 45.000 ft (13.716 m)               |
| Schub                     |                                    |